# 克勒什索卡尔
克勒什索卡尔（匈牙利語：Körösszakál）是匈牙利豪伊杜-比豪尔州所辖的一个村。总面积15.02平方公里，总人口819，人口密度54.5人/平方公里（2011年1月1日）。